# Herpolitha limax
Espèce
Synonymes
- Fungia weberi Horst, 1921
- Sandalolitha africana Veron, 2002

Statut CITES
Herpolitha limax est une espèce de coraux appartenant à la famille des Fungiidae.